# Gerald FitzGerald, IX conde de Kildare
Gerard Fitzgerald, IX conde de Kildare (1487-12 de diciembre de 1534), también conocido en irlandés como Gearóid Óg (Young Gerald), fue una figura principal en la Irlanda del siglo XVI. En 1513 heredó el título de Conde de Kildare y el cargo de Lord Diputado de Irlanda de su padre.

## Familia
Era hijo de Gerald Fitzgerald, VIII conde de Kildare y su primera mujer Alison FitzEustace, hija de Rowland FitzEustace, Barón Portlester. En 1503, se casó con Elizabeth Zouche, hija de Lord John Zouche de Codnor y Elizabeth St John, prima de Enrique VII, con quien tuvo:
- Thomas Fitzgerald, X Conde de Kildare y
- Lady Allice/Ellis Fitzgerald, casada con Christopher Fleming, Barón Slane.[3]

Se casó en segundas nupcias con Lady Elizabeth Grey, que era como su primera mujer prima del Rey, aunque en un grado más distante, y tuvo seis hijos más: 
- Gerald FitzGerald, XI conde de Kildare,
- Elizabeth Fitzgerald, Condesa de Lincoln,
- Edward Fitzgerald,
- Anne Fitzgerald,
- Margaret Fitzgerald, y
- Catherine Fitzgerald, casada primeo con Jenico Preston, Vizconde Gormanston; y seguidamente con Richard St Lawrence, Barón Howth.

## Biografía
Gerald Fitzgerald, IX conde de Kildare nació en 1487 en Maynooth, Condado de Kildare. Los anales irlandeses le mencionan como Gearóit Óge (el Joven Gerald) y como Garrett McAlison, por de su madre, Alison FitzEustace, hija de Rowland FitzEustace, Barón Portlester.
En 1496, Gerald fue retenido por Enrique VII en su corte como rehén para asegurar la fidelidad de su padre. En abril de 1502, a la edad de 15, jugó un papel principal en la ceremonia de funeral para Arturo, príncipe de Gales y primogénito de Enrique en la catedral de Worcester.

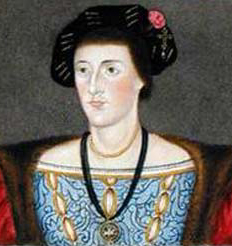
Gerald Fitzgerald, IX conde de Kildare

En 1503, se le permitió regresar con su padre a Irlanda, tras casarse con Elizabeth Zouche, prima del rey. Al año siguiente fue nombrado Lord Tesorero de Irlanda . En agosto de 1504  mandó la reserva de la Batalla de Knockdoe, donde su ímpetu causó la pérdida de vidas humanas. A la muerte de su padre en 1513 sucedió en el título, y fue elegido Lord Justicia por el consejo. Enrique VII le nombró Lord Diputado poco después. Su cuñado, Lord Slane le sucedió como Lord Tesorero.
Algunos de los jefes irlandeses a finales de 1513 saquearon parte del Pale. A comienzos del año siguiente el Conde derrotó a los O'More y sus seguidores en Leix, y entonces, marchó al norte, tomó el Castillo de Cavan, mató a O'Reilly, persiguió a sus seguidores al bogs, y regresó a Dublín cargado de botín. Esta acción energética fue tan del agrado del Rey que le concedió la aduana de los puertos en el Condado de Down – derechos recomprados por la Corona al XVII Conde en 1662. En 1516 el Conde invadió Imayle en las montañas Wicklow, y envió la cabeza de Shane O'Toole como presente al Lord Alcalde de Dublín. Marchó entonces contra  Ely O'Carroll, conjuntamente con su cuñado el Conde de Ormond, y James, hijo del Conde de Desmond. Capturaron y asolaron el Castillo de Lemyvannan, tomaron Clonmel, y en diciembre  regresó a Dublín " cargado con botín, rehenes, y honor."
En marzo de 1517 convocó un parlamento en Dublín, y entonces invadió el Úlster, tomó el castillo de Dundrum, marchó a Tyrone, y tomó el Castillo de Dungannon, "y así redujo a Irlanda a una condición tranquila." En el 6 octubre del mismo año su Condesa murió en Lucan, condado de Dublín, y fue enterrada en Kilcullen. Al año siguiente, 1518, después de ser acusado por sus enemigos de mala administración, nombró un diputado y navegó a Inglaterra. Fue expulsado del gobierno, y Thomas Howard, duque de Norfolk nombrado en su lugar. Parece haber acompañado el Rey a Francia en junio de 1520, y estuvo presente en "el Campo de la Tela de Oro", donde se distinguió por su resistencia y coraje. En esta ocasión conoció a la prima del Rey, Lady Elizabeth Grey, con la que se casó meses después, obteniendo una influencia considerable en la corte.
De Irlanda llegaron informes diciendo que estaba promoviendo secretamente revueltas de los caciques contra el nuevo Lord Teniente. Después de hacer averiguaciones, el Rey escribió a Surrey que, al no tener "testimonios evidentes" para condenar el Conde,  pensaba que sería justo "liberarle de custodia y ponerle garantías de que no abandonaría el reino sin nuestro especial permiso." Le fuer permitido regresar en enero de 1523.
Sobre esta fecha fundó la Universidad de Maynooth, que floreció hasta su supresión en 1538. Señaló su regreso a Irlanda con una expedición a Leix en compañía del Lord Alcalde Dublín. Tras incendiar varios pueblos, se vieron atrapados en una emboscada, y tras sufrir pérdidas considerables retrocedieron con dificultades hasta Dublín. A causa de disputas y malentendidos entre el Conde de Kildare y Ormond, ahora Lord Diputado, ambos apelaron al Rey, acusando al otro de mala praxis y traiciones. Se nombraron árbitros, que ordenaron a ambos Condes abstenerse de hacer guerra sin consentimiento real, que tendrían que dejar de recaudar coyne and livery dentro de "los cuatro shire reverentes– Meath, Urgell, Dublín, y Kildare, " que los dos Condes tendrían que persuadir a su parentela para someterse a las leyes, y que quedarían vinculados por un aval de 1,000 marcos cada cual para mantener la paz un año.

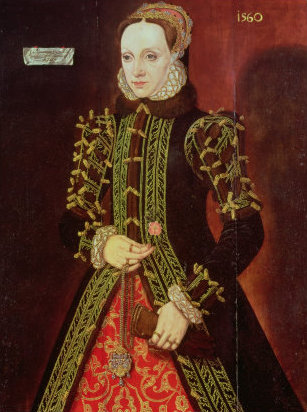
Elizabeth, hija del 9.º Conde de Kildare

En poco tiempo, sin embargo, el odio mutuo surgió de nuevo a causa del asesinato de James Talbot, seguidor de Ormond, por los partidarios de Kildare. Nuevamente los Condes apelaron al Rey, y otra vez fueron enviados comisionados que dirigieron una investigación en Christ Church, Dublín, en junio de1524. Su decisión fue favorable a Kildare, y se redactó un documento por el que los condes acordaban perdonarse, ser amigos y hacer causa comón para el futuro. Se reconcilió también con el Vicio-Tesorero, Lord William Darcy, anterior aliado de los Fitzgerald que se había convertido en uno de los más enconados adversarios de Gearóid.
Poco después Kildare fue renombrado Lord Diputado. Realizó el juramento en St. Thomas Court, con su sobrino, Con Bacagh O'Neill, portando la espada del estado ante él. Firmó un acuerdo con el rey para no conceder perdones sin el consentimiento del consejo, para obligar a los irlandeses en sus territorios a llevar vestimentas inglesas, afeitar sus "upper beder", y no para llevar coyne and livery excepto por asuntos reales, y sólo hasta una cantidad especificada, no superando dos días de comida para caballeros, y día y medio para infantería.
Al año siguiente, 1525, Kildare y Ormond estaban otra vez enfrentados. Apelaron al Rey por una disputa de £800, acusando al otro, nuevamente de mala gestión y engaños. Por la misma época Kildare, de acuerdo con un mandato real, reunió un gran ejército, marchó a Munster para arrestar al Conde de Desmond, en una demostración de fuerza, pero enviando instrucciones privadas al Conde cómo para mantenerse fuera de su alcance. Después se desvió al norte, forzando la paz entre los O'Neill y O'Donnell.
En 1526, fue enviado a Inglaterra y llevó con él a su hija Alice, Lady Slane de modo que pudiera informar a Irlanda. Fue convocado para conocer los cargos presentados por Ormond (ahora Conde de Ossory tras enregar su título más alto al Rey) de haber ayudado en secreto a los Desmond, y haber asesinado a muchos buenos súbditos por ser partidarios de los Ormond y los Butler. A su llegada a Londres, fue mantenido en la Torre, durante un tiempo y retenido en Inglaterra cuatro años; cuando fue llevado ante el consejo, surgió un altercado violento entre él y Wolsey, que es descrito íntegramente por Holinshed. Se dice que Wolsey obtuvo una orden para su ejecución inmediata, que fue frustrado por su benefactor, el Condestable de la Torre, al ejercer su derecho (inherente al cargo) de exigir una entrevista personal con el Rey. Liberado bajo fianza durante un tiempo, Kildare fue reconvocado trasel descubrimiento de sus intrigas con los príncipes irlandeses para inducirles a cometer agresiones en el Pale, con objeto de hacer que su regreso pareciera necesario. Liberado nuevamente, fue uno de los nobles que en 1530 firmó la carta al Papa relativa al divorcio de la Reina Catalina.
El mismo año, para alegría de su seguidores, pudo regresar a Irlanda con William Skeffington, el nuevo Lord Diputado. A su llegada marchó contra los O'Toole para castigarles por sus ataques en su ausencia, y entonces acompañó al Diputado contra los O'Donnell. La amistad del Diputado y el conde no duró mucho tiempo, y enviaron cartas y mensajes al Rey con acusaciones mutuas. El Diputado, como era de esperar, estaba respaldado por los Butler.
No obstante, el Conde aparece para haber quedado limpia, y fue nombrado para suceder a Skeffington como Lord  Diputado bajo el Duque de Richmond, que había recibido el cargo de Lord teniente de Irlanda .A su desembarco en Dublín, en agosto de 1532, Kildare fue aclamado. Pero la paz prolongada parecía imposible. Insultó a Skeffington, degradó a John Alen, Arzobispo de Dublín, devastó los territorios de los Butler, y fue acusado de formar alianzas con jefes nativos. En 1533, el consejo informó al Rey que tal era la animosidad entre los Condes de Kildare y Ormond que la paz sería imposible si cualquiera de ellos era Lord Diputado.

## Muerte
En esta época, Kildare había perdido parcialmente el uso de sus miembros y el habla, a consecuencia de una herida de bala recibida en un ataque a los O'Carroll en Birr. Fue otra vez convocado a la corte; y en febrero de 1534, en un consejo en Drogheda, en un afectado discurso, nombró a su hijo Thomas, Lord Offaly, como Vice-Diputado, y entonces, abrazándole a él y a los lores del consejo, partió para Inglaterra.
A su llegada en Londres fue acusado de varios cargos, y llevado a la Torre, donde murió "de dolor" el 2 de septiembre de 1534, al saber de la rebelión de su hijo, y comprobar la excomunión lanzada contra él. Esté enterrado en la Capilla Real de San Pedro ad Vincula en la Torre.

## Carácter
Kildare fue alabado por contemporáneos como "sensato, profundo, cumplidor y buen orador." Los historiadores posteriores le han descrito, a pesar de su fracaso definitivo, como hombre de inteligencia considerable, conocimiento y habilidad diplomática. En  su vida privada fue un marido y padre dedicado, un anfitrión generoso, un conocedor del arte y un gran bibliófilo.

## Lectura más lejana
- Richardson, Plantagenet Ascendencia, 2.ª edición 2011, Vol. III

| Nobleza de Irlanda                          | Nobleza de Irlanda                 | Nobleza de Irlanda                            |
| ------------------------------------------- | ---------------------------------- | --------------------------------------------- |
| Precedido por Gerald FitzGerald             | Conde de Kildare 1513-1534         | Sucedido por Thomas FitzGerald                |
| Political offices                           |                                    |                                               |
| Precedido por Sir Hugh Conway               | Lord Tesorero de Irlanda 1504-1514 | Sucedido por Christopher Fleming, Baron Slane |
| Precedido por Gerald FitzGerald             | Lord Diputado de Irlanda 1513-1518 | Sucedido por Thomas Howard, duque de Norfolk  |
| Precedido por Piers Butler, conde de Ormond | Lord Diputado de Irlanda 1524-1529 | Sucedido por Sir William Skeffington          |
| Precedido por Sir William Skeffington       | Lord Diputado de Irlanda 1532-1534 | Sucedido por Sir William Skeffington          |

- Datos: Q363848
- Multimedia: Gerald FitzGerald, 9th Earl of Kildare / Q363848